# Alessandro di Orange-Nassau
Alessandro d'Orange-Nassau (nome completo: Willem Alexander Frederik Constantijn Nicolaas Michiel; Palazzo Soestdijk, 2 agosto 1818 – Funchal, 20 febbraio 1848) era il secondogenito di Guglielmo II dei Paesi Bassi e della regina Anna, figlia di Paolo I di Russia; in famiglia lo chiamavano Sasha.

## Biografia

### Infanzia e famiglia
Alessandro d'Orange-Nassau nacque nel 1818, figlio di Guglielmo II d'Orange-Nassau, sovrano dei Paesi Bassi e di Lussemburgo, e di Anna Pavlovna, Granduchessa di Russia; poco prima che Alessandro nascesse, il nonno Guglielmo I assunse la carica di Re dei Paesi Bassi, primo nella storia, e di Granduca di Lussemburgo, così che gli Orange-Nassau diventarono una vera e propria famiglia reale. Il Principe era infatti nipote, da parte di padre, di Guglielmo I d'Orange e Guglielmina di Prussia, mentre per via materna dello Zar Paolo I di Russia e Sofia Dorotea di Württemberg. Fra i vari primi cugini di Alessandro vi erano Luisa, regina di Svezia e Norvegia, Augusta, imperatrice di Germania e regina di Prussia, lo Zar Alessandro II e la regina Olga di Württemberg.
Il principe venne educato assieme al fratello, il futuro Guglielmo III che era più vecchio di soli 18 mesi, inoltre il padre, il Principe d'Orange, partecipò attivamente all'educazione dei suoi figli. La madre Anna Pavlovna scrisse nel 1822 al fratello, il Granduca Costantino: "I due maggiori sono grandi e stanno ricevendo le prime lezioni. Guglielmo ha cominciato a insegnare loro a leggere un anno fa e ora sono affidati alle cure di un precettore che viene tutti i giorni". per insegnare loro. Papà insegna loro la geografia." . I due principi continuarono i loro studi all'Università di Leida, ma nessuno dei due mostrò grande interesse per la vita accademica.

### Carriera militare

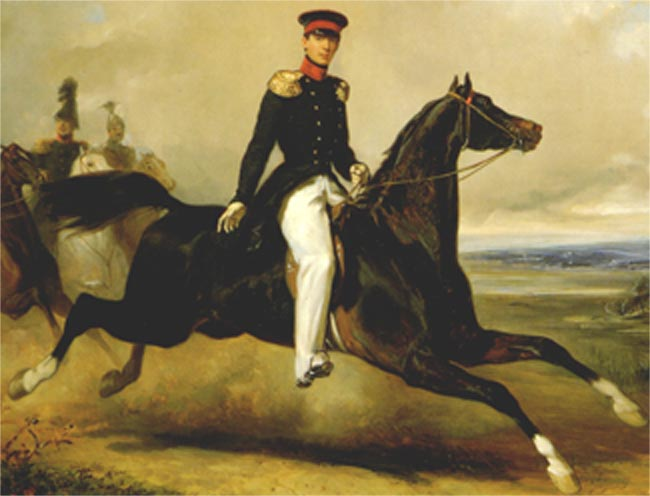
Alessandro a cavallo.

Alessandro, essendo secondo figlio del Principe d'Orange, ovvero principe ereditario, era destinato ad una carriera nell'esercito. Nel 1828 ricevette il grado di Colonnello del Regio Ordine, oltre che al suo primo cavallo, Alessandro infatti si rivelò un grande amante ed esperto equestre. Fu destinato alla carriera di ufficiale nella cavalleria. Nel 1839 iniziò il suo addestramento , poi suo nonno Guglielmo I gli assegnò il grado di Maggiore Generale e la posizione di Capo della Brigata di cavalleria, di stanza a Leida, dove il Principe ci rimase fino a quando il padre ascese al trono nel 1840.
Alessandro venne promosso a Tenente generale e gli venne assegnato il ruolo, puramente cerimoniale, di Ispettore generale della Cavalleria; era molto scontento di quest'ultima decisione e per gli anni a venire avrebbe lamentato la sua incapacità di guadagnarsi i gradi e di essere in contatto reale con le truppe le cui uniformi era costretto a indossare . Non ha mai servito attivamente come soldato, partecipò comunque assieme al padre ed al fratello, alla Campagna del Belgio , che fin da quel momento era una provincia olandese, che poi dichiarò la propria indipendenza. L'aiutante di campo del re Guglielmo II, Eliza Pieter Matthes, ricorda una conversazione avuta con il principe: "Ho avuto l'impressione che fosse abbastanza informato su quell'arma (la cavalleria). Peccato che sia solo il nostro Ispettore generale di nome, non staremmo peggio se fosse così efficace."  Il reggimento Huzaren Prins Alexander prese il nome da lui.

### Prospettive matrimoniali
Guglielmo IV del Regno Unito desiderava far sposare Alessandro con la nipote, figlia del fratello Duca di Kent e futura regina Vittoria. Tuttavia l'unione non andò a termine e Vittoria scrisse allo zio Leopoldo I del Belgio: "I ragazzi olandesi sono molto brutti e hanno un misto di calmucco (mongolo) e olandese sui loro volti, inoltre sembrano pesanti, ottusi e spaventati e non sono per niente attraenti. Questo per quanto riguarda gli Orange, caro zio."  Leopoldo I e la Casa Orange-Nassau erano ancora in forte contrasto, a causa dell'indipendenza belga, inoltre Vittoria sapeva che sia la madre, Duchessa di Kent, che lo zio erano contrari ad un possibile matrimonio col principe Alessandro, il quale non provò alcun interesse per la regina.
Alcune teorie sostennero che il Principe olandese potesse essere considerato come possibile marito per la regina di Spagna, Isabella II; i due avevano 12 anni di differenza e la religione di lui, protestante, rendevano l'unione quasi impossibile. Nel 1842 Guglielmo II, padre di Alessandro, tentò di far sposare il figlio con la principessa Clementina d'Orléans, ma il padre della possibile sposa, re Luigi Filippo di Francia, si oppose all'unione a causa dell'età e della religione di Alessandro, più giovane di un anno della principessa francese .

### Ultimi anni e morte
Il Principe Alessandro contrasse la tubercolosi e per motivi di salute, si spostò, nel novembre 1847, verso i climi più asciutti di Madera, dove però morì il 20 febbraio 1848, all'età di ventinove anni. Alessandro d'Orange-Nassau venne sepolto nella cripta reale della Nieuwe Kerk a Delft.

## Ascendenza
|                              |                      |                                         | Genitori                                       |  |  | Nonni |  |  | Bisnonni                     |  |  | Trisnonni                     |  |
|                              |                      |                                         |                                                |  |  |       |  |  | Guglielmo V di Orange-Nassau |  |  | Guglielmo IV di Orange-Nassau |  |
|                              |                      |                                         |                                                |  |  |       |  |  | Guglielmo V di Orange-Nassau |  |  | Guglielmo IV di Orange-Nassau |  |
|                              |                      | Anna di Hannover                        |                                                |  |  |       |  |  | Guglielmo V di Orange-Nassau |  |  |                               |  |
| Guglielmo I dei Paesi Bassi  |                      |                                         |                                                |  |  |       |  |  | Guglielmo V di Orange-Nassau |  |  |                               |  |
|                              |                      | Guglielmina di Prussia                  | Augusto Guglielmo di Prussia                   |  |  |       |  |  |                              |  |  |                               |  |
|                              |                      | Guglielmina di Prussia                  | Augusto Guglielmo di Prussia                   |  |  |       |  |  |                              |  |  |                               |  |
|                              |                      | Guglielmina di Prussia                  | Luisa Amalia di Brunswick-Wolfenbüttel         |  |  |       |  |  |                              |  |  |                               |  |
| Guglielmo II dei Paesi Bassi |                      | Guglielmina di Prussia                  |                                                |  |  |       |  |  |                              |  |  |                               |  |
|                              |                      | Federico Guglielmo II di Prussia        | Augusto Guglielmo di Prussia                   |  |  |       |  |  |                              |  |  |                               |  |
|                              |                      | Federico Guglielmo II di Prussia        | Augusto Guglielmo di Prussia                   |  |  |       |  |  |                              |  |  |                               |  |
|                              |                      | Federico Guglielmo II di Prussia        | Luisa Amalia di Brunswick-Wolfenbüttel         |  |  |       |  |  |                              |  |  |                               |  |
| Guglielmina di Prussia       |                      | Federico Guglielmo II di Prussia        |                                                |  |  |       |  |  |                              |  |  |                               |  |
|                              |                      | Federica Luisa d'Assia-Darmstadt        | Luigi IX d'Assia-Darmstadt                     |  |  |       |  |  |                              |  |  |                               |  |
|                              |                      | Federica Luisa d'Assia-Darmstadt        | Luigi IX d'Assia-Darmstadt                     |  |  |       |  |  |                              |  |  |                               |  |
|                              |                      | Federica Luisa d'Assia-Darmstadt        | Carolina del Palatinato-Zweibrücken-Birkenfeld |  |  |       |  |  |                              |  |  |                               |  |
| Alessandro di Orange-Nassau  |                      | Federica Luisa d'Assia-Darmstadt        |                                                |  |  |       |  |  |                              |  |  |                               |  |
|                              | Pietro III di Russia | Carlo Federico di Holstein-Gottorp      |                                                |  |  |       |  |  |                              |  |  |                               |  |
|                              | Pietro III di Russia | Carlo Federico di Holstein-Gottorp      |                                                |  |  |       |  |  |                              |  |  |                               |  |
|                              | Pietro III di Russia | Anna Petrovna Romanova                  |                                                |  |  |       |  |  |                              |  |  |                               |  |
| Paolo I di Russia            | Pietro III di Russia |                                         |                                                |  |  |       |  |  |                              |  |  |                               |  |
|                              |                      | Caterina II di Russia                   | Cristiano Augusto di Anhalt-Zerbst             |  |  |       |  |  |                              |  |  |                               |  |
|                              |                      | Caterina II di Russia                   | Cristiano Augusto di Anhalt-Zerbst             |  |  |       |  |  |                              |  |  |                               |  |
|                              |                      | Caterina II di Russia                   | Giovanna di Holstein-Gottorp                   |  |  |       |  |  |                              |  |  |                               |  |
| Anna Pavlovna Romanova       |                      | Caterina II di Russia                   |                                                |  |  |       |  |  |                              |  |  |                               |  |
|                              |                      | Federico II Eugenio di Württemberg      | Carlo I Alessandro di Württemberg              |  |  |       |  |  |                              |  |  |                               |  |
|                              |                      | Federico II Eugenio di Württemberg      | Carlo I Alessandro di Württemberg              |  |  |       |  |  |                              |  |  |                               |  |
|                              |                      | Federico II Eugenio di Württemberg      | Maria Augusta di Thurn und Taxis               |  |  |       |  |  |                              |  |  |                               |  |
| Sofia Dorotea di Württemberg |                      | Federico II Eugenio di Württemberg      |                                                |  |  |       |  |  |                              |  |  |                               |  |
|                              |                      | Federica Dorotea di Brandeburgo-Schwedt | Federico Guglielmo di Brandeburgo-Schwedt      |  |  |       |  |  |                              |  |  |                               |  |
|                              |                      | Federica Dorotea di Brandeburgo-Schwedt | Federico Guglielmo di Brandeburgo-Schwedt      |  |  |       |  |  |                              |  |  |                               |  |
|                              |                      | Federica Dorotea di Brandeburgo-Schwedt | Sofia Dorotea di Prussia                       |  |  |       |  |  |                              |  |  |                               |  |
|                              |                      | Federica Dorotea di Brandeburgo-Schwedt |                                                |  |  |       |  |  |                              |  |  |                               |  |

## Onorificenze
Gran maestro dell'ordine del Leone dei Paesi Bassi